# Pero Soares
Pero Soares (pré-AO 1990: Pêro Soares) é uma povoação portuguesa do Município da Guarda que foi sede da extinta Freguesia de Pero Soares, freguesia que tinha 2,86 km² de área e 70 habitantes (2011), e, por isso, uma densidade populacional de 24,5 hab/km².
A Freguesia de Pero Soares foi extinta (agregada) pela reorganização administrativa de 2012/2013, sendo o seu território integrado na União de Freguesias de Mizarela, Pero Soares e Vila Soeiro com sede em Mizarela.
Com uma altitude de 610 metros, este povoado tem uma ocupação essencialmente agrícola e é atravessado por uma calçada romana.

## População
| Totais e grupos etários | Totais e grupos etários | Totais e grupos etários | Totais e grupos etários | Totais e grupos etários | Totais e grupos etários | Totais e grupos etários | Totais e grupos etários | Totais e grupos etários | Totais e grupos etários | Totais e grupos etários | Totais e grupos etários | Totais e grupos etários | Totais e grupos etários | Totais e grupos etários | Totais e grupos etários |
| ----------------------- | ----------------------- | ----------------------- | ----------------------- | ----------------------- | ----------------------- | ----------------------- | ----------------------- | ----------------------- | ----------------------- | ----------------------- | ----------------------- | ----------------------- | ----------------------- | ----------------------- | ----------------------- |
|                         | 1864                    | 1878                    | 1890                    | 1900                    | 1911                    | 1920                    | 1930                    | 1940                    | 1950                    | 1960                    | 1970                    | 1981                    | 1991                    | 2001                    | 2011                    |
| Total                   | 235                     | 261                     | 271                     | 311                     | 320                     | 294                     | 273                     | 319                     | 312                     | 265                     | 175                     | 140                     | 147                     | 89                      | 70                      |

| 0-14 anos | 15-24 anos | 25-64 anos | 65 e + anos |
| 11 \| 5   | 4 \| 12    | 39 \| 33   | 35 \| 20    |
| -55%      | +200%      | -15%       | -43%        |

## Património
- Igreja Paroquial de Pero Soares